# Nelson Sossa
Nelson Sossa Chávez (La Paz, Bolivia; 14 de marzo de 1986) es un exfutbolista boliviano. Se desempeñaba como delantero.

## Clubes
| Club                  | País    | Año         |
| --------------------- | ------- | ----------- |
| Jorge Wilstermann     | Bolivia | 2004 - 2008 |
| Aurora                | Bolivia | 2009 - 2010 |
| Jorge Wilstermann     | Bolivia | 2010 - 2011 |
| Real Potosí           | Bolivia | 2011 - 2012 |
| C. A. Nacional Potosí | Bolivia | 2012 - 2013 |
| San José              | Bolivia | 2014 - 2015 |